# Martin Lambert
Martin Lambert (sinh ngày 24 tháng 9 năm 1965) là một cựu cầu thủ bóng đá người Anh thi đấu ở vị trí tiền đạo.